# Ad Turres (Étrurie)
Pour les articles homonymes, voir Ad Turres.
Ad Turres est une ancienne ville d'Étrurie, indiquée sur la Table de Peutinger. Elle est située sur la Via Aurelia, à proximité de Lorium et de Pyrgi. La localisation n'en est pas précisément connue, même si certains ont tenté de la localiser à proximité de Palidoro, une frazione de Fiumicino dans le Latium,.